# Lucio Cornelio Lentulo Crure
Lucio Cornelio Lentulo Crure (in latino Lucius Cornelius Lentulus Crus, in greco antico Λεύκιος Κορνήλιος Λέντλος Κρούς; ... – 48 a.C.) è stato un politico romano del I secolo a.C..

## Biografia
Probabilmente fratello del console Publio Cornelio Lentulo Spintere, nel 58 a.C. fu pretore, si candidò al consolato nel 56 a.C., ma venne battuto dai due triumviri Marco Licinio Crasso e Gneo Pompeo Magno. Riuscì a farsi eleggere console solo nel 49 a.C. insieme a Gaio Claudio Marcello.
Allo scoppio della guerra civile dichiarò la sua aperta posizione ostile a Cesare e gli stessi Commentarii de bello civili si aprono con la sua invettiva contro il proconsole delle Gallie. Poco dopo dovette scappare con il collega e col resto del Senato, seguendo Pompeo, la cui strategia implicò l'abbandono dell'Urbe. In seguito con due legioni si spostò da Roma all'Illirico, a Dyrrhachium, dove fu messo a capo delle due legioni. Lucio Cornelio Balbo tentò inutilmente di persuaderlo per un passaggio ai cesariani.
Era noto per essere particolarmente amante del lusso e, per questo, spesso oberato dai debiti. Dopo la disfatta pompeiana a Farsalo (agosto 48 a.C.), si recò in Egitto, accompagnando Pompeo. Morì il giorno successivo alla morte di Pompeo, nel carcere di Tolomeo XIII. Cicerone ricorda Crure nella XIII Filippica, rimpiangendo di non poterlo avere al suo fianco come alleato contro Marco Antonio.